# Volgodonsk

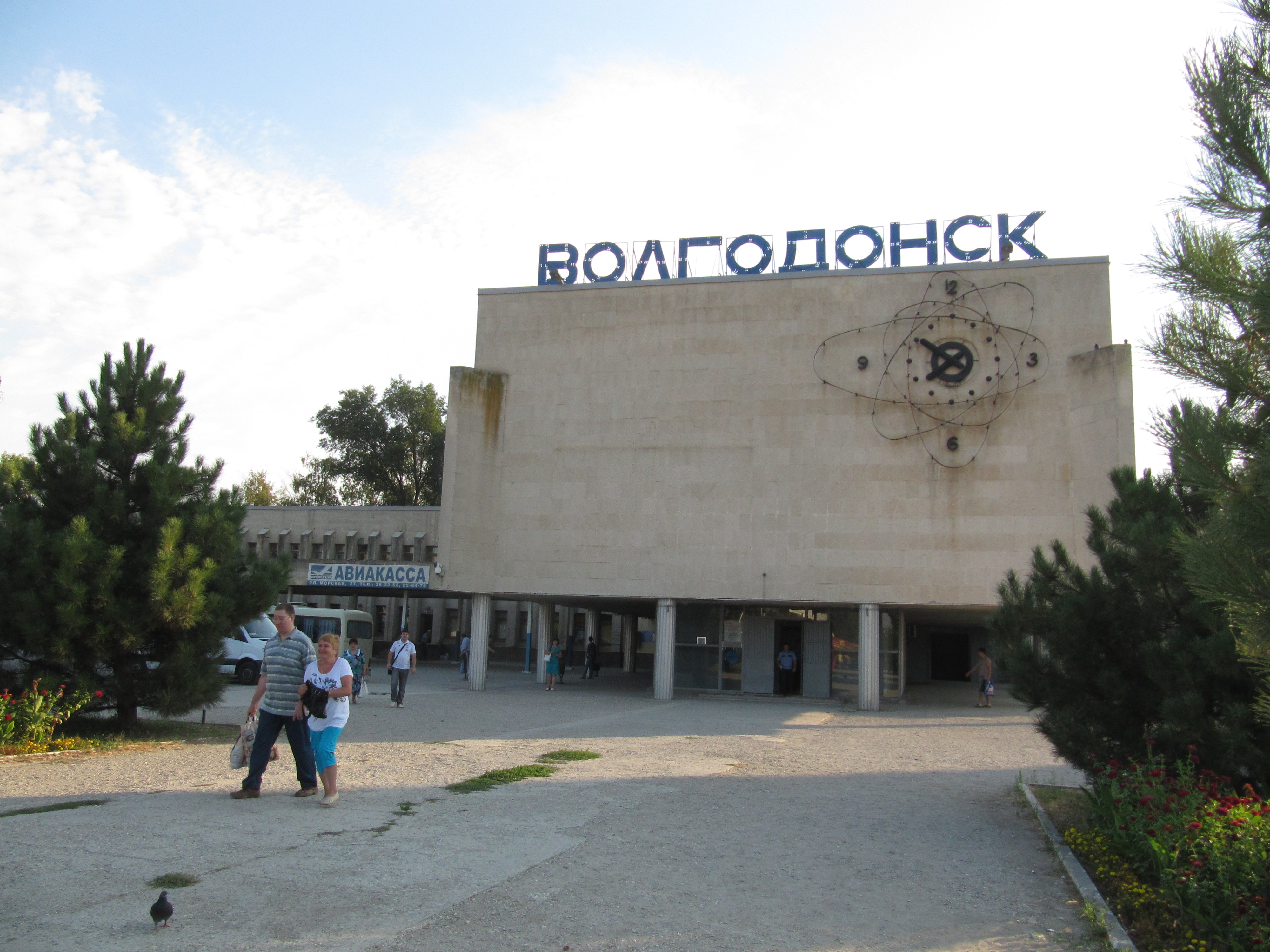

Volgodonsk (ru. Волгодонск) este un oraș din regiunea Rostov, Federația Rusă, cu o populație de 165.994 locuitori.